# You Can Leave Your Hat On

You Can Leave Your Hat On est une chanson écrite par Randy Newman et apparaissant sur son album Sail Away (1972).
Elle a été rendue célèbre par Joe Cocker en 1986, pour son utilisation dans la scène de striptease de Kim Basinger avec Mickey Rourke dans le film 9 Semaines ½ d'Adrian Lyne. Elle apparaît sur l'album Cocker du chanteur la même année.

## Version de Randy Newman
Selon une critique rétrospective de Mark Deming sur AllMusic, la chanson est un « puissant morceau de rock à mi-tempo » et un « morceau d'absurdité érotique plein d'esprit et volontairement pervers ». Randy Newman a déclaré à son sujet : « [la chanson était] trop basse pour que je la chante. Je ne peux pas la faire basculer trop fort, ce que j'aurais peut-être dû ... ou peut-être pas ».
Dans la chanson, le narrateur s'adresse à son amoureuse en lui demandant de se déshabiller, comme par exemple avec la phrase « Take off your dress » (« Retire ta robe »).
Les couplets sont courts, et le refrain ne comprend que la phrase « You Can Leave Your Hat On » (« Tu peux garder ton chapeau ») qui est répétée trois fois.

## Version de Joe Cocker
Joe Cocker a enregistré You Can Leave Your Hat On pour son album Cocker (1986). Sortie en single, la version de Cocker a connu plus de succès et a notamment atteint la 35e place au Billboard Hot Mainstream Rock Tracks. 
Elle a également été utilisée la même année dans le célèbre film 9 Semaines ½ d'Adrian Lyne lors de la scène du striptease de Kim Basinger. De ce fait, la chanson est depuis considérée comme un hymne du striptease.
Un clip vidéo a été réalisée. Il montre des images de la scène de striptease de 9 Semaines ½ et des images avec Cocker et son groupe interprétant la chanson.

### Personnel
- Joe Cocker – chant
- Richie Zito – guitare
- Arthur Barrow – basse, piano
- Mike Baird – batterie
- Dick Hyde – trombone
- Joel Peskin – saxophone
- Steve Madaio – trompette
- Elisecia Wright – chœurs
- Julia Tillman Waters – chœurs
- Maxine Green – chœurs

## Autres versions
- Etta James a repris la chanson dans un single de 1974, publié par Chess Records et produit par Gabriel Mekler.

- Merl Saunders et tante Monk l'ont reprise sur leur album You Can Leave Your Hat On (1976)[1] avec un arrangement de cuivres spécifique qui sera réutilisé par Joe Cocker.

- Tom Jones a repris la chanson pour le film The Full Monty (1997), et cette version est utilisée dans la pièce de théâtre The Full Monty (2013). En medley avec You Sexy Thing (1975) de Hot Chocolate, le morceau atteint la 62e place du UK Singles Chart en 1998, sous le titre The Full Monty - Monster Mix.

- Le chanteur américain de musique country Ty Herndon a repris la chanson sur son album Steam (1999).